# September 1982
Portal Geschichte | Portal Biografien | Aktuelle Ereignisse | Jahreskalender | Tagesartikel

◄ |
19. Jahrhundert |
20. Jahrhundert
| 21. Jahrhundert

◄ |
1950er |
1960er |
1970er |
1980er
| 1990er | 2000er | 2010er | ►

◄ |
1978 |
1979 |
1980 |
1981 |
1982
| 1983 | 1984 | 1985 | 1986 | ►

◄ |
Juni 1982 |
Juli 1982 |
August 1982 |
September 1982 |
Oktober 1982 |
November 1982 |
Dezember 1982 |
►
Dieser Artikel behandelt aktuelle Nachrichten und Ereignisse im September 1982.

## Tagesgeschehen

### Mittwoch, 1. September 1982
- Düsseldorf/Deutschland: Der 87. Katholikentag unter dem Motto „Kehrt um und glaubt – erneuert die Welt“ beginnt.[1]

### Mittwoch, 8. September 1982

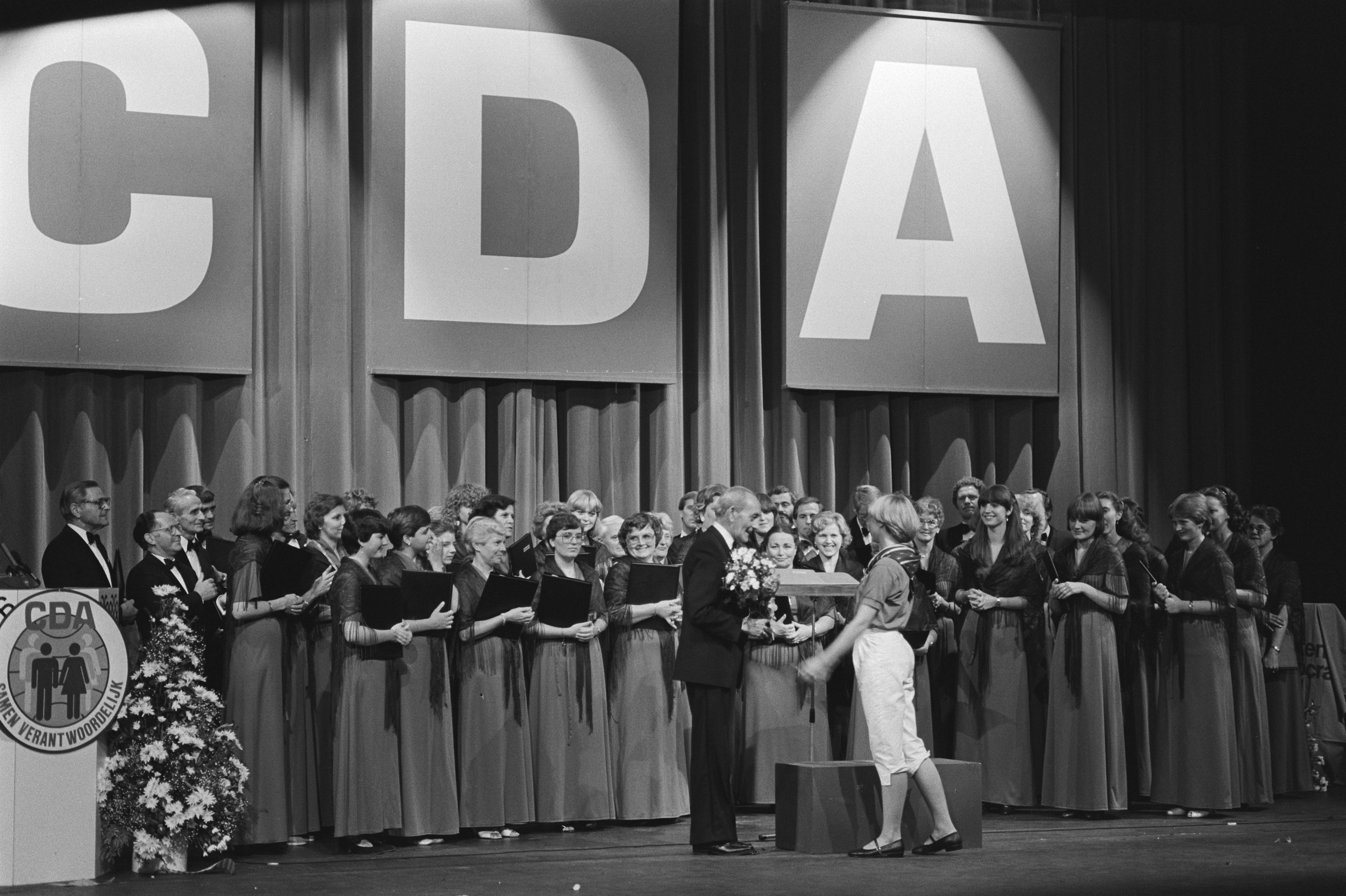
Parteitag des Christlich-Demokratischen Aufrufs

- Den Haag/Niederlande: Die Wahl zur Abgeordnetenkammer des Parlaments endet mit einem Ergebnis, das eine schnelle Regierungsbildung erwarten lässt. Aus der Wahl 1981 war keine Koalition hervorgegangen. Diesmal vereinen der Zusammenschluss Christlich-Demokratischer Aufruf und die Volkspartei für Freiheit und Demokratie die absolute Mehrheit auf sich, während die Partei der Arbeit, auf welche mit circa 30 % anteilig die meisten Stimmen entfallen, voraussichtlich der parlamentarischen Opposition angehören wird.[2]
- Venedig/Italien: Bei den 39. Internationalen Filmfestspielen von Venedig wird der Film Der Stand der Dinge des deutschen Regisseurs Wim Wenders mit dem Leone d’Oro prämiert.[3]

### Donnerstag, 9. September 1982
- Bonn/Deutschland: Nach seiner Rede zur „Lage der Nation“ im Bundestag erhält Bundeskanzler Helmut Schmidt (SPD) stehende Ovationen von der eigenen Fraktion. Die Rede wird als „Abschiedsrede“ empfunden, da der Bundesregierung aus SPD und FDP wegen der offenkundigen Zuwendung des kleineren Partners FDP zur CDU allgemein die Regierungsfähigkeit abgesprochen wird.[4]
- Fès/Marokko: Die Mitgliedstaaten der Arabischen Liga einigen sich im Nahostkonflikt auf eine einheitliche Linie. Neben dem Rückzug Israels aus den 1967 besetzten Gebieten mitsamt der Räumung der umstrittenen israelischen Siedlungen fordern sie, dass das Westjordanland und der Gaza-Streifen unter die Kontrolle der Vereinten Nationen gestellt werden. Die Anerkennung des Staats Israel sowie des Staats Palästina komplettieren die „Charta von Fès“.[5]

### Samstag, 11. September 1982
- New York/Vereinigte Staaten: Die amerikanische Tennisspielerin Chris Evert-Lloyd gewinnt zum sechsten Mal den Einzelwettbewerb der Damen bei den US Open. Im diesjährigen Finale bereitet ihr Hana Mandlíková wenig Mühe, die Tschechoslowakin unterliegt Evert-Lloyd in zwei Sätzen.[6]
- Peking/China: Der 12. Parteitag der Kommunistischen Partei Chinas (KPC) geht zu Ende. Der Politiker Deng Xiaoping, der als faktischer Regierungschef der Volksrepublik China gilt, rief die Delegierten zum Aufbau eines „Sozialismus chinesischer Prägung“ auf, um die Lehren des Marxismus mit „der Alltagswirklichkeit in China“ zu vereinen. Ein Staatsziel bleibt daher im Rahmen der Reform- und Öffnungspolitik, die 1978 von der KPC beschlossen wurde, die Kooperation mit der westlichen Welt. Diesen Weg lehnen andere sozialistische und kommunistische Staaten wie die Sowjetunion ab.[7]

### Sonntag, 12. September 1982
- New York/Vereinigte Staaten: Der amerikanische Tennisspieler Jimmy Connors gewinnt bei den US Open 1982 das Finale im Herreneinzel gegen den Tschechoslowaken Ivan Lendl in vier Sätzen.[8]
- Pasadena/Vereinigte Staaten: Bei der Verleihung des Fernsehpreises Emmy wird u. a. Ingrid Bergman ausgezeichnet. Die Schwedin verstarb Ende August.[9]
- Pfäffikon/Schweiz: Ein verspätet eintreffender Regionalzug rammt einen Reisebus auf einem Bahnübergang, dessen Schranken fälschlicherweise geöffnet sind, da sich das Bedienpersonal der Schranken unsicher war, zu welchem genauen Zeitpunkt der Zug den Bahnübergang passieren werde. Der Tank des Busses aus Deutschland explodiert. Während im Zug keine Menschen ums Leben kommen, überleben nur zwei der 41 Insassen des Busses.[10]
- Rom/Italien: Mit Erlass des Gesetzes Nr. 646 stellt die Republik Italien die Bildung einer mafiösen Vereinigung sowie die Mitgliedschaft in der Mafia unter Strafe.[11]
- Solothurn/Schweiz: Rund einhundert Personen aus der Szene der Friedensbewegung gründen die Gruppe für eine Schweiz ohne Armee, deren Ziel die Abschaffung der Schweizer Armee ist. Die beiden ursprünglichen Initiatoren gehören den Jungsozialisten in Basel an.[12]

### Dienstag, 14. September 1982
- Beirut/Libanon: Der libanesische Staatspräsident Bachir Gemayel, Gründer der maronitischen Miliz „Libanesische Kräfte“, wird nach 22 Tagen Amtszeit ermordet. Es gibt Gerüchte, dass Gemayel mit Israels Ministerpräsident Menachem Begin einen Weg zum Frieden zwischen beiden Ländern aushandeln wollte. Seit Juni besetzt israelisches Militär den Südlibanon.[13]
- Monaco/Monaco: In dem nach ihr selbst benannten Krankenhaus „Centre hospitalier Princesse Grace“ stirbt die am Vortag bei einem Autounfall verunglückte Grace Patricia Grimaldi nach einer gescheiterten Notoperation. Unter dem Namen Grace Kelly war die Amerikanerin bis 1956 ein Filmstar. Nach der Hochzeit mit dem Fürsten von Monaco Rainier III. formte sie Monaco und das französische Saint-Tropez zu Tourismus-Zielen um, insbesondere für die so genannte „Schickeria“.[14][15]

### Freitag, 17. September 1982

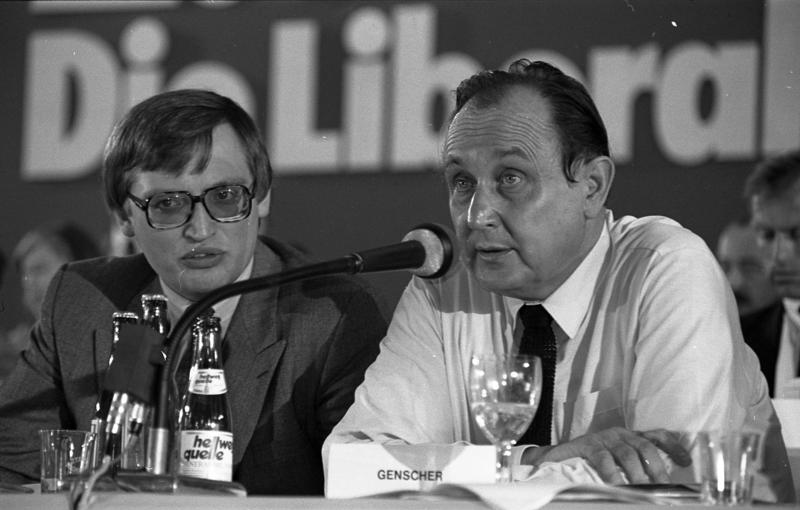
FDP-Politiker Verheugen (Generalsekretär) und Genscher (Parteivorsitzender)

- Bonn/Deutschland: Die Mitglieder der FDP verlassen das Bundeskabinett. Bundeskanzler Helmut Schmidt (SPD) übernimmt von Hans-Dietrich Genscher die Führung des Auswärtigen Amts und vereint bis auf Weiteres die Kanzlerschaft und das Amt des Bundesministers des Auswärtigen in seiner Person. Egon Franke wird neuer Vizekanzler.[16]
- Bonn/Deutschland: Bundeskanzler Helmut Schmidt (SPD) bietet den Spitzen der im Parlament vertretenen Parteien an, die Vertrauensfrage vor dem Bundestag zu stellen. Wenn dem Kanzler mehr als 50 % der Abgeordneten ihr Vertrauen verweigern, obwohl die Parteien der sozialliberalen Koalition die Mehrheit der Mandatsträger auf sich vereinen, kann Schmidt die Auflösung des Bundestags beantragen. Führende Politiker der befragten Parteien signalisieren dem Kanzler, dass sie dieses Vorhaben durch ihr Abstimmungsverhalten zum Scheitern bringen würden.[17]

### Samstag, 18. September 1982
- Beirut/Libanon: In den Flüchtlingslagern Sabra und Schatila endet das mehrtägige Massaker durch bewaffnete Kämpfer der Partei der libanesischen Brigaden an palästinensischen Flüchtlingen. Die in Sichtweite positionierten israelischen Streitkräfte verhindern eine Flucht aus dem Lager. Die Zahl der Todesopfer liegt bei mindestens 450.[18]

### Sonntag, 19. September 1982

Scott Fahlmans Erfindung

- Pittsburgh/Vereinigte Staaten: In einem elektronischen Diskussionsforum der Carnegie Mellon University schlägt Scott Fahlman vor, humorvolle Beiträge mit der „Zeichenfolge :-)“ zu versehen, um sie besser von ernst gemeinten unterscheiden zu können.[19]
- Stockholm/Schweden: Bei der Wahl zum Reichstag steigern sich die Sozialdemokraten (SAP) im Vergleich zur Wahl 1979 leicht auf 45,6 % der Wählerstimmen. Somit ist die Partei nach dreijähriger Unterbrechung wieder in der Lage, die schwedische Regierung anzuführen. Als designierter Ministerpräsident gilt der ehemalige Ministerpräsident Olof Palme. Zweitstärkste Kraft im Parlament ist nach wie vor die bisher mitregierende Moderate Sammlungspartei.[20]

### Dienstag, 21. September 1982
- Beirut/Libanon: Die Nationalversammlung wählt sieben Tage nach der Ermordung des Staatspräsidenten Bachir Gemayel dessen Bruder Amin zum neuen Staatsoberhaupt.[21]

### Freitag, 24. September 1982
- München/Deutschland: Das Bayerische Fernsehen strahlt die erste Episode der Fernsehserie Meister Eder und sein Pumuckl aus („Spuk in der Werkstatt“). Die Geschichte der von Ellis Kaut erfundenen Figur Pumuckl reicht zurück ins Jahr 1962, als der Bayerische Rundfunk das erste Pumuckl-Hörspiel sendete.[22]

### Samstag, 25. September 1982

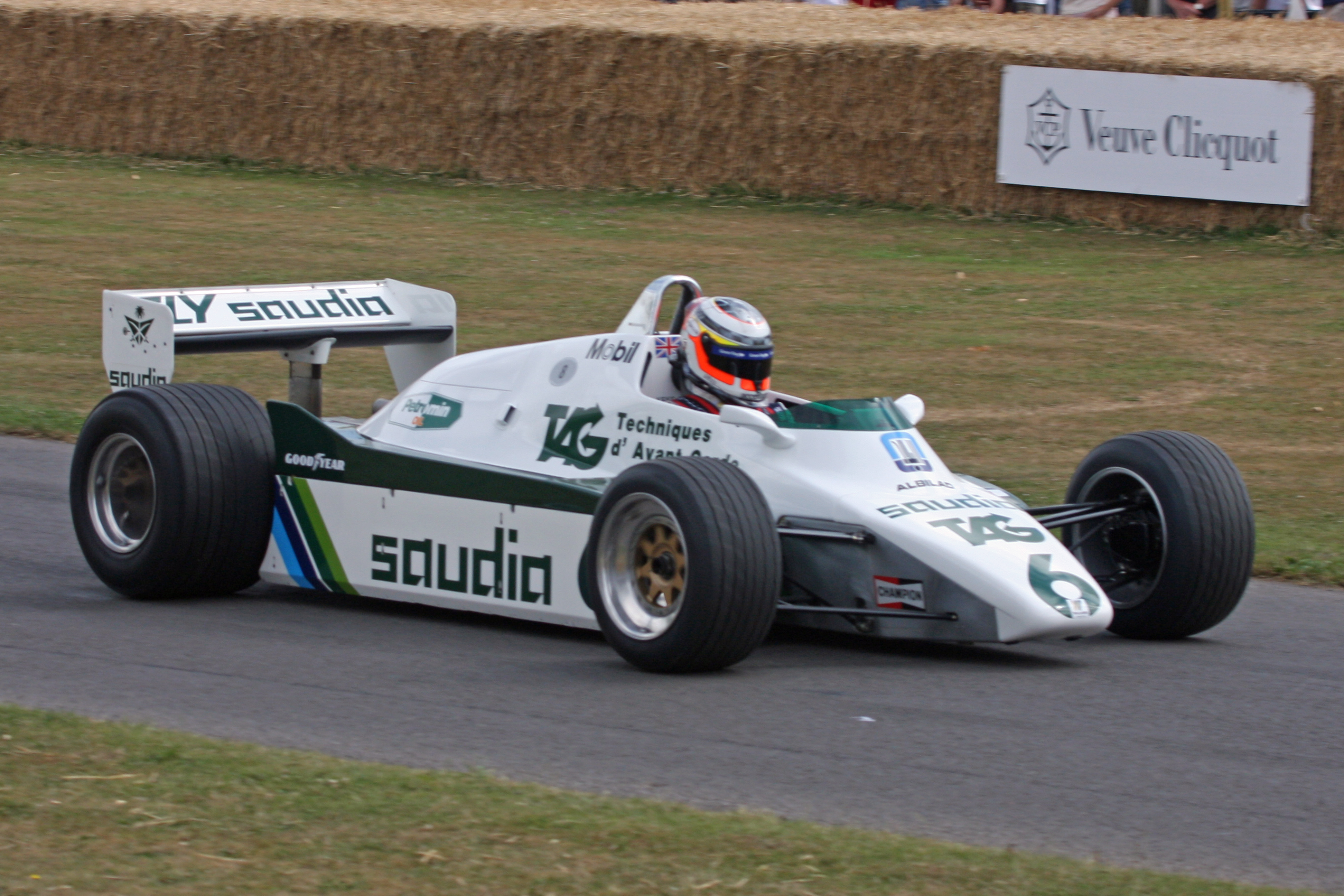
Keke Rosberg, Williams-Ford

- Catania/Italien: Die Polizei befreit in Sizilien alle Reisenden und Besatzungsmitglieder des Flugs 871 der Fluggesellschaft Alitalia von Algier nach Rom. Ein in Italien lebender Passagier kaperte die Boeing 727 zunächst mit dem Vorhaben, in der libyschen Hauptstadt Tripolis zu landen, wenig später gab er Malta als Wunschziel an.[23]
- Las Vegas/Vereinigte Staaten: Mit Platz 5 im letzten Rennen der Saison holt sich der finnische Formel-1-Rennfahrer Keke Rosberg im Williams FW08 den Fahrer-WM-Titel 1982 vor dem französischen Ferrari-Piloten Didier Pironi.[24]

### Sonntag, 26. September 1982

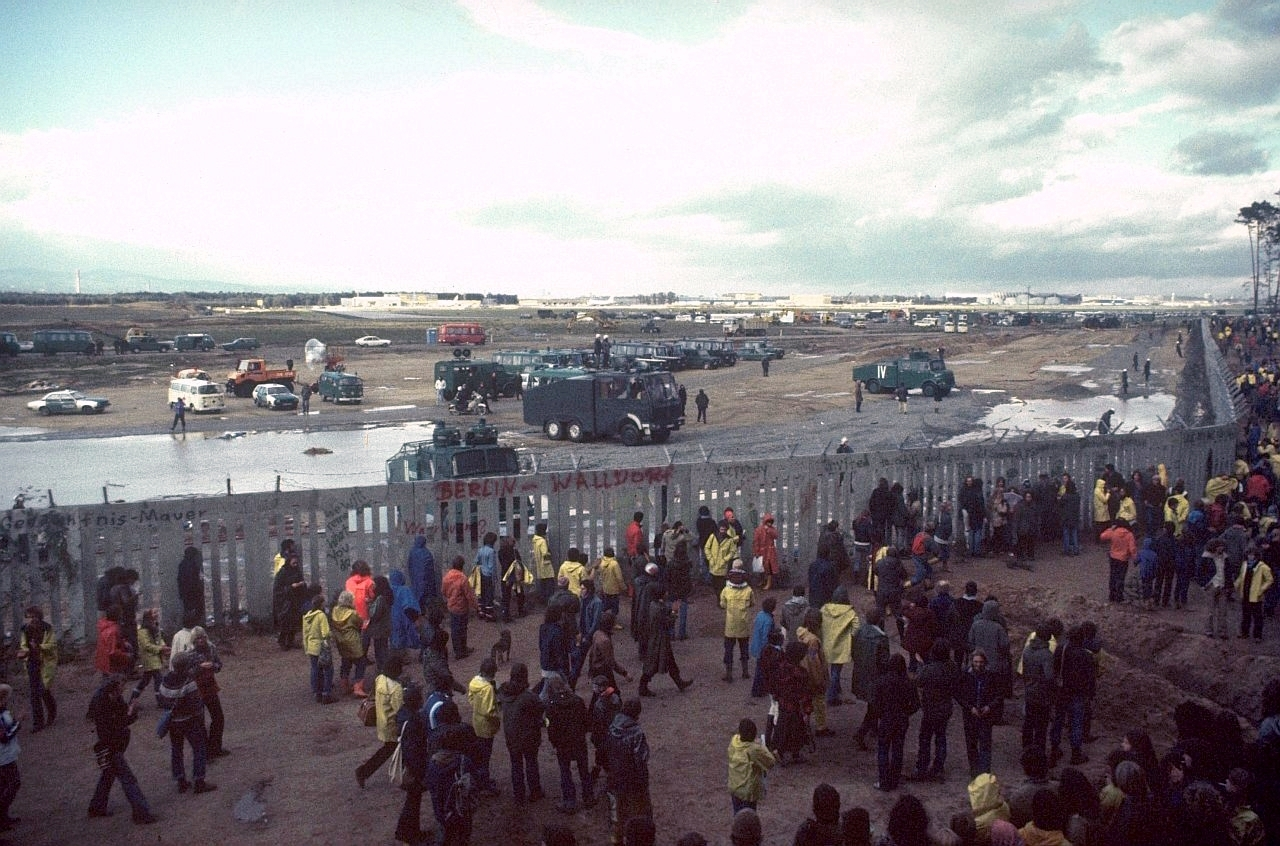
Die Grünen sind gegen den Bau der Startbahn West, das Land Hessen schützt das Vorhaben u. a. mit einer Absperrung aus Beton

- Hockenheim/Deutschland: Der deutsche Motorradrennfahrer Toni Mang gewinnt, wie im Jahr zuvor, den Weltmeistertitel in der 350-cm³-Klasse.
- Wiesbaden/Deutschland: Bei der Landtagswahl in Hessen entscheiden sich 45,6 % der Wähler für die oppositionelle CDU und 42,8 % für die regierende SPD von Ministerpräsident Holger Börner. Im Streit um eine neue Startbahn für den Flughafen Frankfurt äußerte Börner mit Blick auf die Grünen angeblich am 1. Mai: „Ich bedauere, dass es mir mein hohes Staatsamt verbietet, den Kerlen selbst eins auf die Fresse zu hauen.“ Die Grünen ziehen mit 8,0 % der Wählerstimmen in den Landtag ein, aber weder CDU noch SPD wollen mit ihnen koalieren.[25]

### Donnerstag, 30. September 1982
- Wolfsburg/Deutschland: Der Kfz-Hersteller Volkswagen (VW) und der spanische Kfz-Hersteller Seat schließen einen Kooperationsvertrag ab. Seat wird Autos der Marken VW und Audi in Spanien vertreiben sowie ab 1984 die VW-Modelle Passat und Polo in Lizenz fertigen.[26]